# Pseudocryptochirus viridis
Pseudocryptochirus viridis är en kräftdjursart som beskrevs av Hiro 1938. Pseudocryptochirus viridis ingår i släktet Pseudocryptochirus och familjen Cryptochiridae. Inga underarter finns listade i Catalogue of Life.